# A State of Trance 2007
A State of Trance 2007 je kompilace trancové hudby od různých autorů, kterou poskládal a zamixoval nizozemský DJ Armin van Buuren. Kompilace vyšla na dvou CD 18. května 2007. Kompilace se skládá z vybraných skladeb, které do té doby hrál Armin ve své rádiové show A State of Trance. Kompilace vyšla jeden den po jubilejní 300 epizodě A State of Trance.

## Seznam skladeb
- CD1 - On The Beach:

1. Cerf, Mitiska & Jaren – Light The Skies (Retrobyte's Classic Electrobounce Mix) (6:07)
2. Chris Lake feat. Emma Hewitt – Carry me Away (6:15)
3. Sultan & Ned – Together We Rise (6:00)
4. DJ Shah feat. Adrina Thorpe – Who Will Find Me (9:15)
5. Kirsty Hawkshaw meets Tenishia – Reasons to Forgive (7:00)
6. Rio Addicts – The Distance (5:21)
7. Jose Amnesia feat. Jennifer Rene – Wouldn't Change A Thing (5:18)
8. Sunlounger – In & Out (DJ Shah Rework) (7:02)
9. Alex Bartlett – Touch The Sun (Rank 1 Remix) (4:20)
10. The Blizzard – Kalopsia (6:19)
11. Kyau & Albert – Always A Fool (6:12)
12. Global Illumination – Tremble (6:53)

- CD2 - In The Club:

1. Armin van Buuren – Miserere (2:20)
2. Armin van Buuren – Rush Hour (7:49)
3. Terry Ferminal Vs Mark Sherry – Walk Away (Terry Ferminal Mix) (4:14)
4. Albert Vorne – Formentera What (Gareth Emery Remix) (4:35)
5. Michael Dow – Ascent (4:53)
6. Rex Mundi – Perspective (4:14)
7. Ronski Speed – The Space we Are (A Cappella) (2:36)
8. Markus Schulz vs. Chakra – I Am (5:47)
9. First State – Evergreen (7:07)
10. Mike Foyle – Firefly (4:11)
11. Nic Chagall – What You Need (Hard Dub) (4:52)
12. Filo & Peri feat. Eric Lumiere – Anthem (4:02)
13. Lost Witness vs. Sassot – Whatever (Aly & Fila Remix) (3:58)
14. FKN feat. Jahala – Why (Aly & Fila Remix) (5:07)
15. Sophie Sugar – Day Seven (3:14)
16. Sean Tyas presents: Logistic – One More Night Out (6:09)